# Мандял, Кристиан
Кристиан Мандял (рум. Cristian Mandeal; род. 18 апреля 1946, Рупя) — румынский дирижёр.
Окончил музыкальное училище в Брашове как пианист, затем в 1974 г. окончил Консерваторию имени Порумбеску в Бухаресте как дирижёр. В дальнейшем совершенствовался под руководством Серджиу Челибидаке и Герберта фон Караяна.
Начинал профессиональную деятельность как корепетитор Румынского театра оперы и балета. В 1977—1980 гг. дирижировал оркестром в Тыргу-Муреше, в 1980—1987 гг. постоянный дирижёр Трансильванского филармонического оркестра. С 1987 г. работает в Бухарестском филармоническом оркестре, в 1991—2012 гг. его главный дирижёр и музыкальный руководитель; в дальнейшем работал с румынским Национальным молодёжным оркестром. В 2001—2009 гг. одновременно возглавлял Национальный оркестр Страны Басков. В разные годы занимал также позицию главного приглашённого дирижёра в оркестрах разных стран, в том числе в Оркестре Халле.
Записал комплект из девяти альбомов с симфонической и вокально-симфонической музыкой Иоганнеса Брамса (к столетию смерти композитора в 1997 году), все симфонии Антона Брукнера, комплект из семи дисков с произведениями Джордже Энеску.

## Награды
- Кавалер ордена Звезды Румынии (14 января 2016 года)[1]